# ناتالیا ماتساک
ناتالیا ماتساک (اوکراینی: Наталія Мацак؛ زادهٔ ۱۷ مارس ۱۹۸۲) رقصنده باله اهل اتحاد جماهیر شوروی سوسیالیستی است.